# Athlītikī Enōsī Larisas 1964 2017-2018
Questa voce raccoglie le informazioni riguardanti l'Athlītikī Enōsī Larisas 1964 nelle competizioni ufficiali della stagione 2016-2017.

## Rosa
| N. |                       | Ruolo | Calciatore            |
| -- | --------------------- | ----- | --------------------- |
| 1  | Montenegro (bandiera) | P     | Mladen Božović        |
| 6  | Grecia (bandiera)     | C     | Anastasios Lagos      |
| 8  | Serbia (bandiera)     | C     | Radomir Milosavljević |
| 9  | Argentina (bandiera)  | A     | Emanuel Perrone       |
| 10 | Grecia (bandiera)     | A     | Thōmas Nazlidīs       |
| 11 | Serbia (bandiera)     | C     | Miloš Deletić         |
| 12 | Croazia (bandiera)    | A     | Sandi Križman         |
| 14 | Grecia (bandiera)     | D     | Nikos Gkolias         |
| 16 | Croazia (bandiera)    | D     | Nikola Žižić          |
| 17 | Brasile (bandiera)    | D     | Wallace               |
| 18 | Grecia (bandiera)     | D     | Vasileios Rentzas     |
| 19 | Grecia (bandiera)     | C     | Kōnstantinos Makrīs   |
| 20 | Croazia (bandiera)    | C     | Adnan Aganović        |
| 21 | Grecia (bandiera)     | D     | Giannīs Masouras      |
| 22 | Grecia (bandiera)     | C     | Tasos Krītikos        |

| N. |                               | Ruolo | Calciatore                  |
| -- | ----------------------------- | ----- | --------------------------- |
| 23 | Bulgaria (bandiera)           | D     | Hristofor Hubčev            |
| 24 | Grecia (bandiera)             | C     | Angelos Karatasios          |
| 25 | Grecia (bandiera)             | P     | Kōnstantinos Theodōropoulos |
| 26 | Slovacchia (bandiera)         | D     | Pavol Farkaš                |
| 27 | Serbia (bandiera)             | D     | Marko Jovanović             |
| 30 | Serbia (bandiera)             | C     | Siniša Babić                |
| 32 | Grecia (bandiera)             | A     | Nikolaos Giannitsanīs       |
| 33 | Serbia (bandiera)             | C     | Nemanja Mladenović          |
| 44 | Grecia (bandiera)             | C     | Panagiōtīs Ballas           |
| 64 | Albania (bandiera)            | C     | Fatjon Andoni               |
| 71 | Grecia (bandiera)             | C     | Andreas Dermitzakīs         |
| 85 | Brasile (bandiera)            | C     | Leozinho                    |
| 99 | Grecia (bandiera)             | P     | Alexandros Safarikas        |
|    | Macedonia del Nord (bandiera) | C     | Nikola Jakimovski           |